# Giorgio Basta

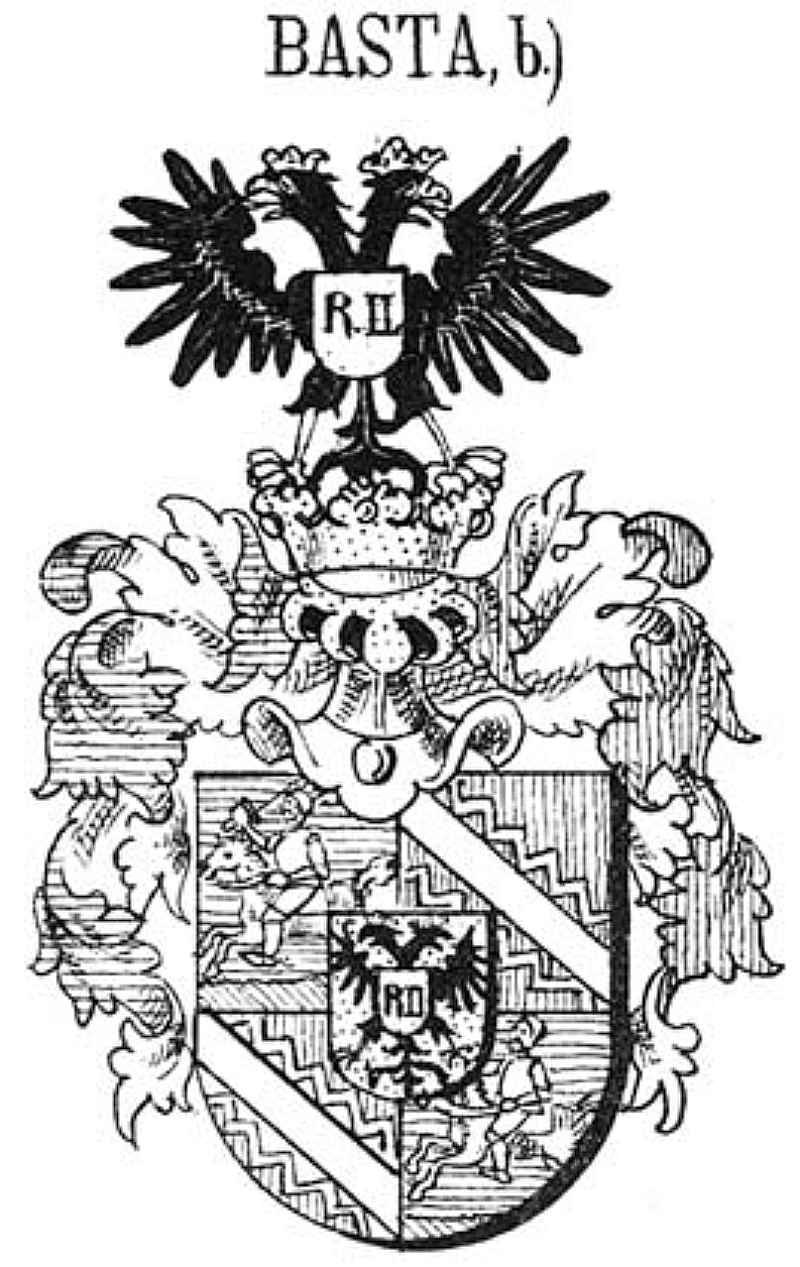
Bastův erb

Giorgio Basta, latinsky  Georgius Basta dominus in Sult, hrabě Basta z Hustu, svobodný pán ze Sultu, hrabě z Husztu a Mármarose (1550, Roccaforzata – 26. srpna 1607, Praha) byl italský šlechtic, voják, diplomat a spisovatel albánského původu, který působil v armádě Svaté říše římské ve službách císaře Rudolfa II.

## Život a kariéra
Narodil se v rodině Demetria Basty z albánského Epirotu. Stal se vojákem, pod vedením Alessandra Farnese se vycvičil a vypracoval na důstojníka armády Svaté říše římské ve španělském Nizozemí (1589–1590). V roce 1589 se oženil s falnderskou šlechtičnou Annou de Liedekerke de Gavre, se kterou měl 5 dětí. Zapojil se také do hugenotských válek proti Jindřichovi Navarrskému a roku 1591 byl těžce zraněn při obléhání Rouenu, kdy mu anglický žoldnéř částečně podřízl krk. Následně se během tureckých válek v letech 1596–1606 vyznamenal jako generál ve službách císaře Rudolfa II. v Uhrách a Sedmihradsku. Roku 1597 se vyznamenal dobytím Chustu, za což mu byl císařem udělen titul hraběte z Chustu. Roku 1601 se spojil s valašským knížetem Michalem a společně porazili povstání sedmihradské šlechty, zvítězili v bitvách o Mirăslău a u Guruslău (Goroszló). Později Basta dal knížete na rozkaz císaře zavraždit.
Jako císařův diplomat se uplatnil při jednáních v Sedmihradsku a roku 1603 na čas působil jako sedmihradský místodržící, přičemž tvrdě prosazoval rekatolizaci. Pro svou krutost však byl z tohoto úřadu brzy odvolán. V letech 1604–1606 bojoval v západních Uhrách proti Turkům, před jejichž přesilou úspěšně ubránil Ostřihom. Bojoval také proti povstání sedmihradského vévody Štěpána Bočkaje, kterého několikrát porazil. Po skončení patnáctileté války ukončil i svou válečnickou kariéru, poslední rok života strávil na pražském dvoře Rudolfa II., kde sepsal svá díla o vojenské taktice: Il maestro di campo generale...(Benátky, 1606) a posmrtně vydaný Il governo della cavalleria leggiera (Benátky, 1612)
Jako vojevůdce vynikal především schopností plánování a taktizování, vyznačoval se však rovněž velkou krutostí. Od jeho jména je podle některých názorů odvozen výraz "basta!" ve smyslu "konec" nebo "už dost!"

### Portrét
Giorgia Bastu v Praze portrétoval dvorní malíř Rudolfa II. Hans von Aachen. Portrét je nezvěstný, ale dochovala se jeho grafická verze, mědirytina, kterou ryl nizozemský rytec Dominicus Custos de Foster v Augšpurku a zařadil ji do svého alba "Atrium heroicum caesarum, regium, aliarumque summatum..."), 171 portrétů panovníků, šlechticů, státníků, vojenských velitelů, obchodníků a dalších hrdinů 16. století, které vzniklo na objednávku císaře Rudolfa II. a vyšlo ve dvou vydáních s popiskami latinskými (1600-1601) nebo německými (1603).

## Dílo
Ze své praxe napsal tři knihy, z nichž nejvýznamnější jsou paměti, které vyšly posmrtně roku 1616 a jsou uznávány jako literatura faktu.
- Giorgio Basta, Il Governo Della Cavalleria Leggiera: Trattato Che Concerne Anche quanto basta alla Grave per intelligenza de Capitani. Oppenheim: H. Galler, J. T. de Bry, 1616.